# La Soledad 1.ª Sección
La Soledad 1.ª Sección es una localidad del municipio de Huimanguillo ubicado en la subregión de la Chontalpa del estado mexicano de Tabasco.

## Geografía
La localidad de La Soledad 1.ª Sección se sitúa en las coordenadas geográficas 17°23′09″N 93°33′24″O / 17.385833, -93.556667, a una elevación de 255 metros sobre el nivel del mar.

## Demografía
Según el Conteo de Población y Vivienda 2020, efectuado por el Instituto Nacional de Estadística y Geografía, la localidad de La Soledad 1.ª Sección tiene 81 habitantes, de los cuales 44 son del sexo masculino y 37 del sexo femenino. Su tasa de fecundidad es de 2.96 hijos por mujer y tiene 26 viviendas particulares habitadas.
| Gráfica de evolución demográfica de La Soledad 1.ª Sección entre 1900 y 2020 |
|                                                                              |
| INEGI.                                                                       |